# 约瑟夫·德沙
约瑟夫·德沙（英語：Joseph Desha，1768年12月9日—1842年10月11日）是美国肯塔基州的第9任州长，曾担任该州的联邦众议员。德沙生于宾夕法尼亚州，他的祖先是雨格诺派人士，在国王路易十四废除南特敕令后逃离法国来到新大陆。德沙的家人最终定居的地方位于今田纳西州索姆奈县县城加拉廷（Gallatin）附近，在此和当地印第安人发生许多小规模冲突。德沙的两个兄弟在这些冲突中被杀，他之后志愿参加西北印第安战争，还参与有“疯狂的安东尼”之称的安东尼·韦恩将军在8月20日击溃印第安人的鹿寨战役。定居梅森县后，德沙当选州议员，同期在州民兵部队服役并多次获得晋升，官拜少将。
1807年，德沙当选联邦众议员，开始自己连续12年的国会议员任期。作为民主共和党鹰派人士，他支持1812年战争，并于1813年志愿入伍参战，在泰晤士河战役中统领一个师。战争结束后德沙重返国会，成为唯一投票反对1816年赔偿法的肯塔基州议员。这一法案非常不得人心，几乎所有投下支持票的肯塔基州议员之后都失去自己的议席，德沙则因这一反对得以连任。1818年，德沙选择不再寻求连任，并于1820年首度出马竞选肯塔基州州长，但败给了约翰·亚岱尔。到1824年时，肯塔基州的经济已遭1819年大恐慌摧毁，德沙再度竞选州长，承诺解救州内农民和投机商欠下的大笔债务。他以绝对多数赢得选举，而支持债务减免的党羽也获得州议会两院的多数。德沙和州议会多数通过的减债立法遭肯塔基州上诉法院推翻后，州议会废除该院并建立另一个最高法院代替，德沙也任命多位支持债务减免的党羽到这个法院任职。上诉法院拒绝承认议会此举的合法性，新老法院争议由此产生，肯塔基州内出现两个最高法院。
虽然当选州长时很受欢迎，但德沙的声誉却因任期内的两起争议性事件受损。一起是他在特兰西瓦尼亚大学校长贺拉斯·霍利辞职一事中扮演的角色。虽然许多宗教保守派人士因霍利的自由主义作派而反对他，但德沙对他的憎恶却是源于霍利与政敌亨利·克莱的友谊。1825年末，德沙在州议会强烈谴责霍利，导致后者辞职。德沙的声誉还因自己的儿子艾萨克犯下杀人重罪受到重创。身为州长的德沙对案件审理产生很大影响，先后有两次有罪判决被推翻。艾萨克在等待第三次受审前试图自杀，州长于是给自己的儿子签发特赦令。这些争议，连同肯塔基州经济状况的改善，令德沙的政治对手得以在1825和1826年的立法选举中获胜。新议会推翻德沙的否决废除了所谓的“德沙法院”，结束新老法院争议。作为自己的最后一次反抗之举，德沙扬言不会搬出州长官邸，但最终还是放弃立场，让继任州长、国民共和党人托马斯·梅特卡夫搬入。卸任州长后，德沙离开公众视野，于1842年10月11日在儿子位于乔治敦的家中去世，终年73岁。

## 早年生活和事业
约瑟夫·德沙于1768年12月9日生于宾夕法尼亚州的门罗县，父母分别叫罗伯特·德沙（Robert Desha）和埃莉诺·德沙（Eleanor Desha），惠勒（Wheeler）是母亲的娘家姓。他的祖上是雨格诺派法国人，于国王路易十四废除南特敕令后为避免宗教迫害逃离法国。德沙在宾夕法尼亚州受到的教育程度有限，1781年，他与家人迁移肯塔基州费耶特县，后于次年定居当时的坎伯兰区（Cumberland district），这里距如今田纳西州索姆奈县的县城加拉廷很近:14。德沙的弟弟罗伯特之后将成为代表田纳西州的联邦众议员。
与其他大部分前线定居者一样，德沙家族搬到田纳西州后也经常与当地印第安人发生冲突，从15岁开始一直到22岁期间，德沙自告奋勇参加了多场对付这些原住民的军事行动:90，他的两个并肩作战的兄弟在一场战斗中阵亡:91。战争结束后，德沙和威廉·惠特利（William Whitley）一起在肯塔基州的克拉布奥查德生活。1789年12月，他和玛格丽特·“佩吉”·布莱索（Margaret "Peggy" Bledsoe）成婚:14，两人一共生了13个孩子。1792年，一家人迁居肯塔基州梅森县，德沙在这里务农。1794年，他参加了西北印第安战争，听从威廉·亨利·哈里森中尉指挥。他还参与过有“疯狂的安东尼”（Mad Anthony）之称的安东尼·韦恩（Anthony Wayne）将军在8月20日击溃印第安人的鹿寨战役:118。
1797年，德沙以民主共和党人身份入选肯塔基州众议院，拉开了自己从政生涯的序幕。1798年州众议院就肯塔基决议案展开辩论期间，他担任全体委员会主席:120。1799至1802年间，他继续担任州众议员，并于1802至1807年当选肯塔基州参议员。从政同时，他还继续在州民兵部队服役，并于1798年1月23日获得任命成为第29团少校。1799年3月23日，德沙获提升为上校，之后又在1805年9月5日成为准将并指挥肯塔基州民兵第7旅。1806年12月24日，德沙军拜少将并继续指挥第7旅。

## 联邦众议员和1812年战争
1807年，德沙在没有竞选对手的情况下当选联邦众议员，开始了自己连续12年的国会议员任期:23。虽以演讲技巧闻名，但他并不经常发表演说，称自己最好是“多思考、少说话”。他反对续签美国第一银行的特许，因为该银大部分投资商都是外国人:16，他还特别担心其中的一位大股东正是大英帝国国王乔治三世:16。当时有许多人认为英国君主正处在疯狂的边缘:16。第一银行的特许最终没能在1811年得到续订:17。

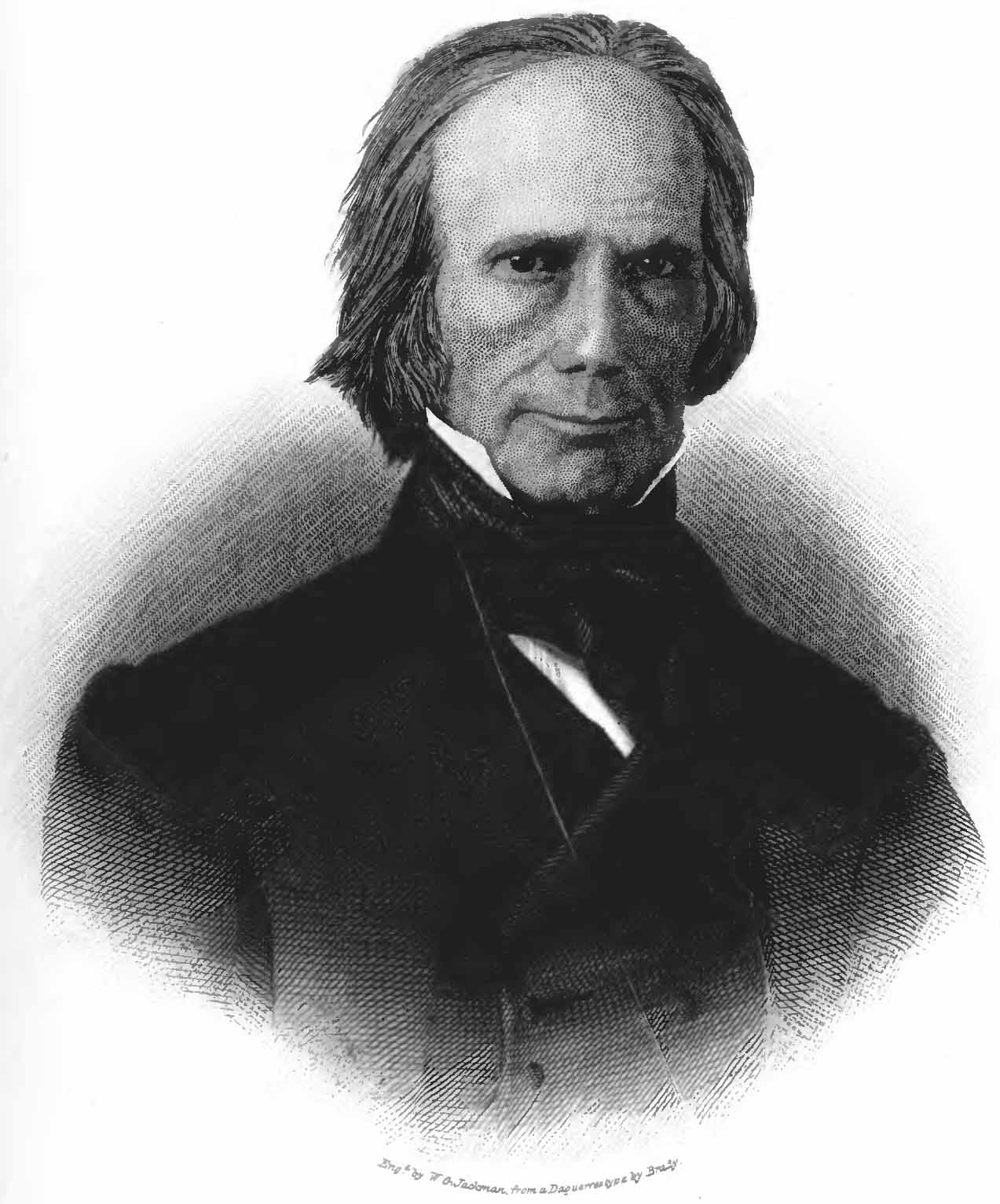
亨利·克莱，联邦众议院“鹰派”领袖。

德沙从政早期提倡保有充足的军队来保护美国领土免受英法两国侵蚀。他支持托马斯·杰斐逊总统的1807年禁运法案及相关执行立法，属鹰派议员。同样来自肯塔基州的联邦众议院议长、众议院鹰派人士领袖亨利·克莱任命德沙在第12届联邦国会（1811至1813年）期间进入众议院外交事物委员会任职。正如克莱所期望的那样，德沙始终如一地支持交给众议院审议的战争政策，其中包括为商船设立武装、提高美国陆军常备军人数、授权总统詹姆斯·麦迪逊接受志愿服兵役部队等法案。他对“梅肯一号法案”（Macon's Bill Number 1）感到不满，认为只要“英国在美洲大陆上（还）拥有一个加拿大或是新斯科舍”，任何禁运和制裁都注定要失败，不过他也承认，吞并加拿大之举无论在经济上还是军人生命上都将付出巨大的代价。1812年6月4日，他投票支持向英国宣战，正式拉开1812年战争的序幕。
国会任期结束后，德沙返回肯塔基州。他响应州长艾萨克·谢尔比的号召志愿入伍，参加威廉·亨利·哈里森进军上加拿大的战役，获任命为少将并成为肯塔基民兵第2师指挥官。这个师包括第2、第5旅和第11团，共有3500人，在俄亥俄河畔的纽波特集结。部队加入哈里森的作战行动，迫使英军撤出底特律，并在1813年10月5日泰晤士河战役期间顶住了左翼英国印第安人同盟的攻势，这场战役也以美军胜利告终。据历史学家贝内特·H·杨（Bennett H. Young）记载，德沙的老友威廉·惠特利在前一天晚上产生自己会战死沙场的预感，因此把步枪和火药筒交给德沙，请他转交自己的太太，并且还带有一份表达自己爱意的口信:119，惠特利之后的确在次日的战斗中丧生:119。
德沙接下来再度当选联邦众议员，对国会不寻求吞并上加拿大、无视英国征用美国海员，试图与英国实现和平的决定感到失望，对结束战争的根特条约也感到不满。1813年末到1814年初，国会两度考虑授予威廉·亨利·哈里森美国军队总指挥官的职位，德沙均表示反对，声称哈里森曾在泰晤士河战役后一度决定不对英军将领亨利·普罗克特（Henry Procter）乘胜追击，一直到艾萨克·谢尔比强烈敦促之下才采取行动。最终国会在向西北集团军表示感谢的决议案中去掉了哈里森的名字，并且也没有授予他国会金质奖章，这其中德沙的指控起到了决定性的作用。但是，哈里森和谢尔比都否认了德沙的说法，这个问题也开始对德沙的连任几率产生不利影响，为此他收回了自己的部分说辞，声称他只是告诉了几位朋友说战役结束后，哈里森在安大略省温莎举行的战情会议上对乘胜追击抱持谨慎态度，但是他并没有亲耳听闻哈里森和谢尔比就是否乘胜追击一事产生的分歧。
返回众议院后，德沙开始变得趋于保守，对美国海军的扩张一贯保持抵制态度:184。他还反对战争部长詹姆斯·门罗在和平时期保持两万人常备军的请求。德沙认为，大规模常备军会给那些倡导更大规模联邦政府之辈增加税收的借口，建议常备军只需要有6000人即可。最终众议院联邦党人和保守的民主共和党人团结起来，以75票赞成，65票反对通过了德沙的提议:160。但是，联邦参议院通过的法案版本中要求的常备军规模却有1.5万人:160。法案于是提交裁委会决定，最终通过的常备军规模为1万人:160。
第14届联邦国会期间，肯塔基州共有12位代表，只有德沙对1816年赔偿法投了反对票:35。这一由另一位肯塔基州国会议员理查德·门特·约翰逊提出的法案修改了国会赔偿金额，向每位议员支付每年1500美元的薪金，而不是原本国会开会期间每天6美元的数额:35。事实证明，这项措施在选民中非常不得人心:35。除当时非常受欢迎的约翰逊和亨利·克莱外，所有投票支持这一法案的肯塔基州国会议员之后都失去了自己的议席，要么就是没有寻求连任，要么就是被另一位候选人击败:36。
第15届联邦国会期间（1817至1819年），德沙担任公共支出委员会主席。1818年3月14日，他和其它数据上占劣势的议员一起投票反对南卡罗莱纳州联邦众议员威廉·朗兹（William Lowndes）提出的一项法案，其中主张国会有权拨出适当数额的联邦资金用于内部改善建设:200。1818年，他没有再寻求连任。

## 1820年州长选举

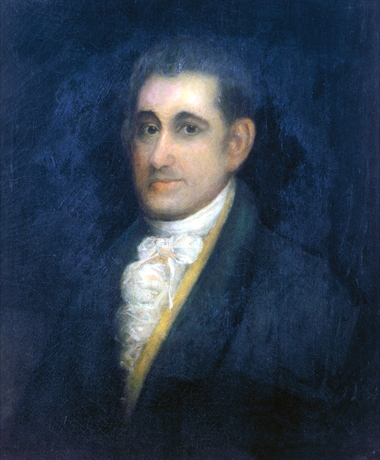
德沙在1820年州长选举中不敌约翰·亚岱尔（图）。

1820年的肯塔基州州长选举共有4位候选人，德沙就是其中之一。由于1819年大恐慌（美国历史上首次重大金融危机）的影响，债务减免成为这场选举的主要议题:15。在任州长加布里埃尔·斯劳特（Gabriel Slaughter）曾为一些受该州大额债务人阶层青睐的措施游说，其中又以向美国第二银行驻路易斯维尔和列克星敦分行征收惩罚性税收最为典型:14。第二党体系在这个年代尚未形成，但围绕债务减免问题还是出现了两大对立派系:23。第一个派系主要由土地投机商构成，这些人大多通过信贷构买了大量土地，但因金融危机的影响而无法按时偿还债务。这一派有赈灾党或赈灾派之称，主张通过更多对债务人有利的立法:14。另一派则是反赈灾党或反赈灾派（大部分成员是肯塔基州的上流社会阶层，这其中又有大部分是土地投机商的债权人），他们要求其合同能够在没有政府干预的情况下得到履行:15。他们声称，政府的任何干预都无法给予债务人有效帮助，这样的做法只能导致经济衰退的时间延长:15。
德沙和赈灾派立场一致，但1812年战争老将约翰·亚岱尔才是该派的领袖人物，安德鲁·杰克逊谴责新奥尔良战役中的肯塔基州军人是懦夫时，他曾非常公开的为自己的手下辩护，这也让他的受欢迎程度得到提高:23:110。最终亚岱尔以2万零493票赢得了这场选举，另外3位候选人中威廉·洛根（William Logan）得到1万9947票，德沙获得1万2418票，安东尼·巴特勒（Anthony Butler）9567票，赈灾派党徒还获得了对肯塔基州议会两院的控制权:19。大部分的债务减免法案都在亚岱尔任职期间得以通过，但就在他的任期接近尾声时，肯塔基州上诉法院裁定一项很受欢迎并且影响较大的债务减免法违宪，这也令债务减免将在即将到来的州长选举中再度成为核心问题:21。

## 1824年州长选举
根据肯塔基州宪法规定，在任州长不能寻求连任，德沙成为首位公开宣布自己有意参加1824年州长选举的候选人:23。他从1823年末开始竞选，并且连续半年都没有遇到什么阻力，直到1824年5月克里斯托弗·汤普金斯（Christopher Tompkins）宣布参选为止:24-25。汤普金斯是位来自波旁县的法官，他坚定支持反赈灾派主张，但没有什么知名度:23-24。退伍军人威廉·拉塞尔（William Russell）上校也试图继承反赈灾派的衣钵:24。虽然没有口若悬河的本事，也不精通该派系的豪言壮语，但他的政敌很少，并且选民也对他的军事生涯非常敬重:24。
肯塔基州的报纸大多支持反赈灾派，所以汤普金斯及其支持者主要都是通过该途径来竞选，而德沙则在州内各地巡回演说:23-24。他没有提出具体的竞选纲领，而是专注于表明自己反对“司法篡权”，相信“一切权力属于人民”:27。虽然大部分观点都认为他是赈灾党候选人，但历史学家阿恩特··斯蒂克尔斯（Arndt M. Stickles）指出，德沙在部分县演讲时用到了反赈灾派的说辞:43。德沙以汤普金斯担任法官为突破口，指责对方一贯支持美国第二银行和当时的州上诉法院:27，称这让法官处在肯塔基州农民直接和公开的对立面，如果让汤普金斯当选，这个州将不再是由州长治理，而是由司法分支管理:27。德沙还指责州内报纸以反赈灾党迫害债务人的同样方式迫害自己:26，声称汤普金斯并非反赈灾党的真正人选，只是因第一位宣布自己参选而获得了该派系的支持:27。拉塞尔的支持者——他在这场选举中的选民支持率一直远不足三分之一——也同意德沙的指控，称汤普金斯违背了反赈灾党人之前达成的协议提前宣布参选，让他不公平地获得了胜过拉塞尔的优势:28。
反赈灾党徒也展开多条路线攻击德沙，称拒绝给出具体竞选纲领之举表明他只是在见风使舵，没有任何实际承诺:27。他们还抨击他的从军纪录，称德沙是在得到指挥一个师的承诺后才志愿参加1812年战争，而且他面对战斗犹豫不决，劝阻哈里森将军不要追击英军和印第安人，还在服役后向政府收取了过高的报酬:27-28。德沙的立法生涯也成为审查和攻击的目标:25。反赈灾派声称，他所拥护立场的唯一目的就是挑拨肯塔基州的农业利益集团站到上流社会人士的对立面:25。他们还指控德沙虽然表面上对1816年赔偿法投下了反对票，但私下里却是支持的，还曾做过工作来令其通过:25。反对者谴责德沙两面三刀，一方面花言巧语赞成建立强大且装备精良的陆军和海军，另一方面又投票反对增加军事预算:25。反赈灾派还举出1816年总统大选时身为总统选举人的德沙投票支持威廉·H·克劳福德之举来证实他不值得肯塔基州人民的信赖，因为当时该州几乎是全体一致地支持了詹姆斯·门罗:25。
虽然德沙在竞选前几个月里公认是最有希望的候选人，但随着选举日的临近，一些人开始怀疑他是否能够承受住反赈灾党的强烈攻击:28。不过，支持德沙的《法兰克福阿格斯报》（Frankfort Argus）仍对前景充满信心，预测赈灾派候选人将以4比1的压倒性优势赢得选举:28。最终德沙以3万8378票轻取所有对手，这个数字达到选票总数的近六成，并且在多个反赈灾党人占优势的县也获得了大幅领先:43。汤普金斯获得了2万2499票，他的支持者主要集中在中肯塔基州:28，拉塞尔一共只得到了3900票。德沙和自己身在州议会的盟友深信，这一胜利正代表着选民的重托，期望他们积极致力于债务减免的议程。

## 肯塔基州州长

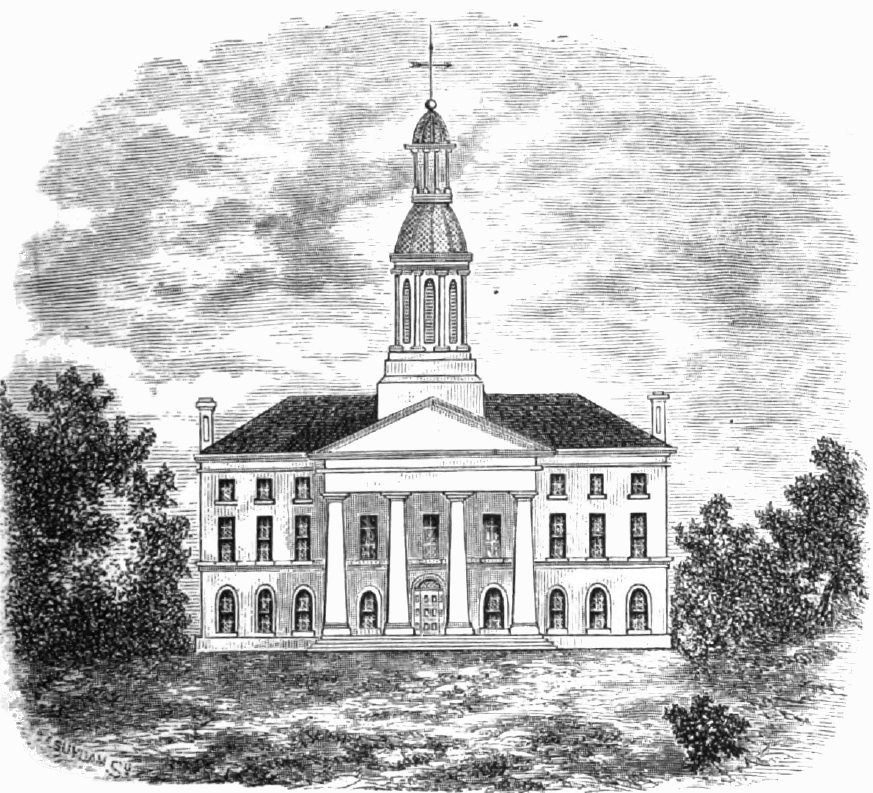
州议会大厦在德沙当选后不久毁于一场火灾。

1824年11月4日，距选举日还只过了数月，州议会大厦就毁于一场火灾:22。虽有部分家具和文件记录得到保存，但整幢建成还只有4年的大楼已完全被毁:22。1825年拉法耶特侯爵游览美国时，新的议会大厦尚未建成，而州长官邸又太小，无法主办一场合适的宴会，因此州长只能在酒店中招待显贵:23-24。
德沙担任州长期间在内部改善领域取得了重大成就:18。1825年，他说服州议会拨款在俄亥俄州瀑布开凿路易斯维尔和波特兰运河:18。运河于1830年开放，经事实证明获利颇丰，运河的利润是如此之多，以至于让德沙对肯塔基州与联邦政府及私人投资者共同分摊成本之举感到遗憾，因为这必然导致其利润也需加以分摊:18。他还敦促州政府投资梅斯维尔途经列克星敦到达路易斯维尔的收费道路，并且主张用盈余的钱资助教育事业，建设州内的硬质公路，但州议会没有对最后这两项提议给出积极的回应:126。

### 新老法院争议
肯塔基州历史学家托马斯·D·克拉克（Thomas D. Clark）认为，德沙“在缓解困境方面向破产选民做出了过于轻率的承诺......但他又必须要做到这些承诺”:21。他在第一次对州议会发表演讲时批评了司法部门，特别是联邦最高法院前不久在格林诉比德尔案（Green v. Biddle）中所做的裁决，其中认为，由于肯塔基在成为单独的州前是弗吉尼亚州的一个地区，因此在这一时期里弗吉尼亚州对该地区授权的土地归属就拥有优先权，虽然这些土地之后成为了肯塔基州的一部分，但新州对相应土地的划分、所有权的转让不能够和之前弗吉尼亚州的相应授权冲突:44-45。德沙反对司法机关的强硬立场让赈灾派议员深受鼓舞，开始着手解除之前曾裁决减免债务立法违宪的上诉法院法官职务:110。他们提出的第一项惩罚性措施就是把法官年薪减少到仅25美分，不过一经提出就很快放弃了:110。接下来这些议员又试图呼吁将法官解职，但这样的解职需要在两院中都有三分之二的多数支持，赈灾派议员无法达到这样的多数:30。
1824年12月9日，肯塔基州参议院通过了废除肯塔基州上诉法院并在州内建立新最高法院的法案:110-111。法案送交肯塔基州众议院，该院随后在12月23日进行了一场轰轰烈烈的辩论:111。辩论一直持续到了午夜以后，德沙在这一期间亲自来到众议院楼层，游说议员支持该法案，还直接提议停止讨论。用肯塔基州历史学家洛厄尔··哈里森的话来说，此举“公然违反了众议院的议事程序”:106:111:59。最终众议院以54票支持，43票反对通过了法案，德沙立即就在其上签字批准:59。

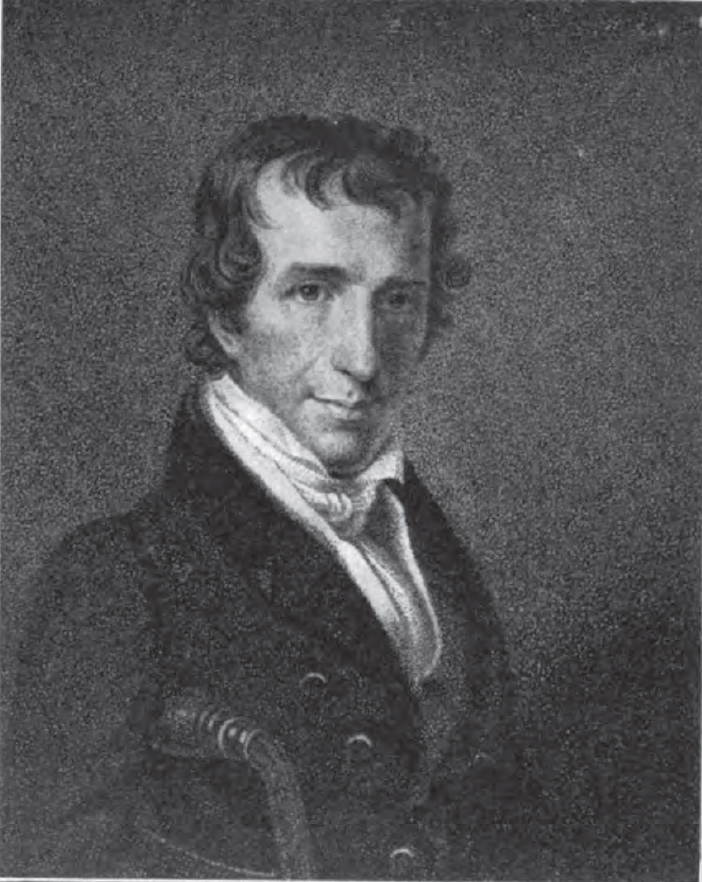
州务卿威廉·T·巴里是德沙的新法院首席法官人选。

1825年1月10日，德沙向新法院任命了4名法官:60，其中首席法官人选是他手下的州务卿，前联邦参议员威廉·T·巴里:60。另外3人分别是列克星敦律师詹姆斯·哈金（James Haggin）、巡回法院法官约翰·特林伯（John Trimble，他还是联邦最高法院大法官罗伯特·特林伯的兄弟）和本杰明·巴顿（Benjamin Patton）:61。批评者称新的法院为“德沙法院”，据斯蒂克尔斯记载，巴里似乎是该院中“唯一在经验、威望和能力上可以与老法院法官一较短长的人”:62。老法院书记员阿喀琉斯·斯尼德（Achilles Sneed）拒绝将法院纪录交给新法院书记员弗朗西斯·普雷斯顿·布莱尔，后者于是强行将纪录带走，斯尼德还因拒绝合作以藐视法庭的罪名被罚款10英镑:111。新法院占用了正式的法庭，而老法院则转战法兰克福一所教堂继续审理案件:111。两所法院互不承认，而且都自称是肯塔基州的最高法院:111。州内大部分律师和法院支持老法院，并且继续在该院出庭并尊重其裁决，其他人则选择了承认新法院的合法性:88。
1825年议会选举期间，德沙及其领导的整个州政府行政部门都在为支持新法院的候选人摇旗呐喊，但老法院的支持者还是获得了州众议院的控制权，州参议院中新老法院的支持者也是平分秋色:111:81。德沙仍在向新组建州议会发表的演说中批评银行界和司法部门，但也敦促立法部门寻求折衷手段解决新老法院争议:89, 92。据斯蒂克尔斯记载，德沙的确真诚地想要达成妥协，挽救新法院支持者的颜面:92。他还承诺，如果议会决定另行指派新法院法官，两派都将在他提名的人选占据一半份额:92-93。另外一项计划则是把法官人数提高到6名，每一方可任命3名法官:93。一位议员提出，两所法院的所有法官、州议会的所有议员以及德沙和副州长罗伯特·B·麦克菲（Robert B. McAfee）全部辞职，重组整个州政府:111。这项法院在众议院得以通过，但遭参议院封杀:111。众议院还通过法案恢复老法院，但参议院在表决时形成平局，主持参议院运作的副州长麦克菲投下了决定性的一张反对票:111。
到1826年时，肯塔基州的经济形势已有显著改善:111。眼看老法院获得的支持高涨，新法院的4名法官有两位选择了辞职:108。德沙先后向三人提出这一任命，但他们要么谢绝了州长的建议，要么连回应都没有:108。最终约翰·特勒马库斯·约翰逊（John Telemachus Johnson）于1826年4月接受任命，新法院在1826年开庭期间只有三名法官主审:108。1826年8月的选举中，老法院支持者在州众议院的100个议席中获得了56席，州参议院的38个议席中也赢得了22席，都形成了多数:102。德沙再次鼓励立法部门达成妥协，解决法院僵局:102。但是，两院的老法院支持者完全推翻了新的法院，通过一项法案恢复老法院，并推翻所有与新法院有关的立法:111。无法接受的德沙否决了这条法案，指责议员不但没有提供折衷办法，反倒通过的是明目张胆的党派主义法案:104。1827年1月1日，州议会推翻了德沙的否决:111，但参议院批准了州长对乔治·M·比布的任命以示和解。比布是新法院的支持者，德沙任命他担任重新获得授权的老法院法官，接替于1826年11月辞职担任联邦法官的约翰·博伊尔（John Boyle）:108-109。

### 赦免艾萨克·德沙

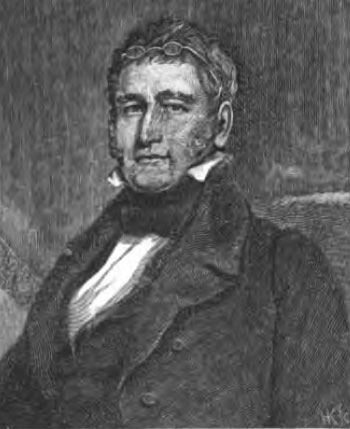
联邦参议员约翰·罗文在德沙的儿子因谋杀罪名受审期间为其辩护。

州长德沙的声誉因他儿子的赦免问题严重受损。1824年11月2日，艾萨克··德沙残忍地杀害了身在肯塔基州境内的密西西比州人弗朗西斯·贝克（Francis Baker）。1824年11月24日，州长在州议会的其中一位盟友约翰·罗文（John Rowan）提出法案，命令弗莱明县巡回法院在1825年1月17日就艾萨克·德沙的案件审理召开特别会议，让被告有权将案件审理地点转移到当时的哈里森县:38:50。哈里森县距案发现场仅有几英里距离，也是州长的故乡，他在当地官员中有着举足轻重的影响力:22。11月26日，德沙来到审议该法案的委员会，请求他们在向全体议会提交的报告中给出有利的结论:38，委员会做到了这点，法案于1824年12月4日通过:38。
面对12月的庭审，艾萨克·德沙请求变更庭审地点，案件因此移交哈里森县并计划在1月初开庭审理:38。原定的主审法官是约翰·特林伯，但州长德沙已在老法院“废除”后任命他担任新法院法官:38-39。特林伯亲自呼吁由列克星敦法官乔治·香农（George Shannon）主审此案:39。州长为儿子组建了强大的辩护律师团，其中包括刚当选联邦参议员的约翰·罗文和新任州务卿威廉··巴里，以及前联邦众议员威廉·布朗（William Brown）和·托尔（T. P. Taul）:49-50。哈里森县和弗莱明县检察官威廉··沃尔（William K. Wall）与之后将当选联邦众议员的约翰·钱伯斯（John Chambers）、律师马丁··马歇尔（Martin P. Marshall）合作起诉本案:49-50。庭审的每一天里，州长德沙都会出席，和辩方律师坐在一起:52。
虽有父亲在审理地点、法官、辩护律师上费尽心思，但艾萨克·德沙还是在1825年1月31日经陪审团裁定谋杀罪名成立并判处绞刑:22:60。罗文立即以陪审团受到干扰为由请求重新审理，香农于2月10日同意了请求:39。陪审团的筛选很不容易，耗费了哈里森县巡回法院至少4轮庭审期的时间:61，直到1825年9月才选出来:61。新主审法官哈里··布朗（Harry O. Brown）是由州长德沙临时任命填补空缺的人选:62，但裁决仍然是罪名成立，绞刑定于1826年7月14日执行:40。不过法官布朗推翻了裁决，理由是控方未能证明这起谋杀案的确像起诉书中声称的那样发生在弗莱明县:62。公诉方认为事先已经批准改变庭审地点，因此案发地点的证明应该是一件无关紧要的事，但法官仍然维持裁定，州长德沙的声誉也受到进一步打击。
1826年7月，通过保释重获自由的艾萨克·德沙在等待第三次庭审期间割喉自杀，并且自杀前显然饮酒过量:62。医生通过用银质管道将已被切断的气管重新连接起来而挽救了他的性命。艾萨克康复后还要面对1827年6月的第三场庭审:62。在这个月的法院开庭期间，辩方律师多次动用无因回避权，阻止法院挑选出足够的陪审员。法官下令将被告收监且不得保释，但同样出席参与诉讼的州长德沙站了起来，对自己的儿子予以特赦，还通过一场漫长的即席讲话痛批了法官。有说法称州长在发出赦免令后立即就辞职了，但官方文献中并没有这样的记载:40。
艾萨克·德沙获释后以化名前往德克萨斯州，并在当地又抢劫并杀害了另外一人。证人通过家族相似度和脖子上的银管确认了凶手的身份——这根银管曾挽救过他的生命。遭到逮捕后，艾萨克承认了两起谋杀。1828年8月，他在自己的案件开庭审理前一天因热病逝世。

### 与贺拉斯·霍利的冲突

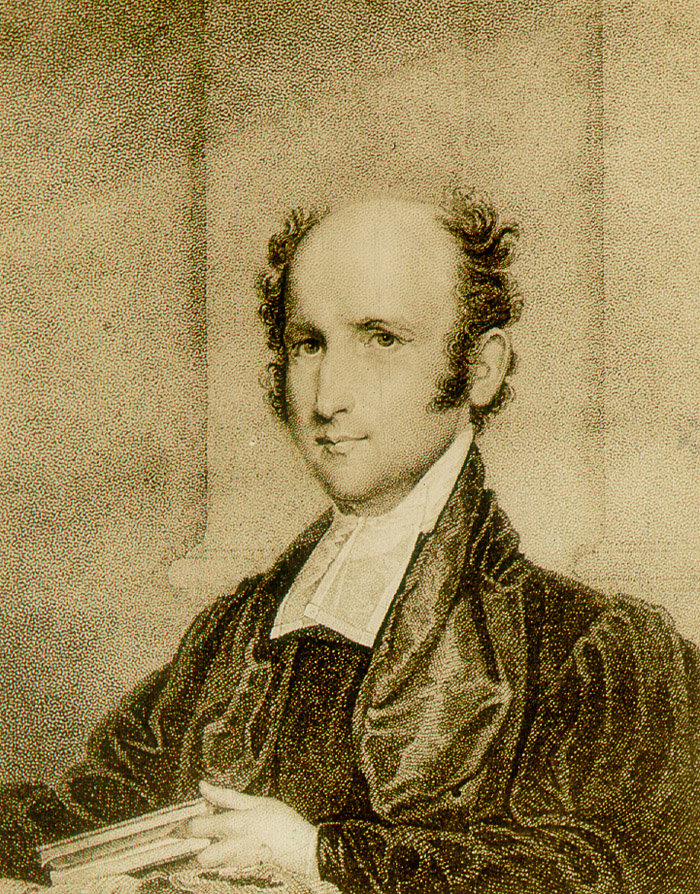
贺拉斯·霍利很大程度上是因遭到德沙的谴责而从特兰西瓦尼亚大学校长位置上辞职。

德沙任内的另一个争议性问题是他对特兰西瓦尼亚大学校长贺拉斯·霍利（Horace Holley）的鄙弃态度。霍利于1818年成为校长时，该校已是全国性名校，吸引了许多优秀且广受尊敬的教员前来任教，如康斯坦丁·萨米埃尔·拉菲内克-施马尔茨、丹尼尔·德雷克（Daniel Drake）、查尔斯·考德威尔（Charles Caldwell）、威廉··巴里和杰西·布莱索（Jesse Bledsoe）:152。但是，霍利的新英格兰一位论信仰对于许多肯塔基州人来说过于自由化。许多人称霍利是不信者，还指责他是个酒鬼和赌徒:31。还有批评称他把时间花在赛马上，并且用裸体古典雕像装饰自己的家。
德沙于1824年总统大选期间卷入了霍利的争议:110。选举中没有任何一位候选人得到超过半数的选举人票，所以联邦众议院需要对结果作出裁决。德沙和州议会中新法院的支持者指示该州国会代表投票支持安德鲁·约翰逊，但以众议院议长亨利·克莱为首的一众代表违抗了这一指示，把票投给了约翰·昆西·亚当斯:110。此举导致克莱成为德沙的政敌，他是特兰西瓦尼亚大学校董会成员，并且是霍利的支持者:110。艾萨克·德沙的案件庭审过后，特兰西瓦尼亚大学一位学生在该校礼拜堂发表演讲，批评州长的所做所为，这更是给德沙对学校和霍利的敌意火上浇油:22。霍利出现在演讲现场，但据该校历史学家小约翰··怀特（John D. Wright, Jr.）记载，校长事先对该学生的演讲主题并不知情，并且听过演讲后也没有对其中的内容予以任何嘉许:111。但是，让学生公开谈论当前政治问题，而不论其立场如何却正是霍利担任校长的举措:111。德沙坚持认为，霍利当时没有制止学生继续说下去，这就是对学生不敬地批评州行政首长之举的默许和纵容:23。
德沙在1825年向州议会发表的年度演说中猛烈抨击了特兰西瓦尼亚大学和霍利:111，称该校没有合理地使用过去几届立法会议向其分配的公共资金，并特别指出霍利担任校长的薪水比自己当州长还高:111。最终他还声称，在霍利的领导下，特兰西瓦尼亚大学的学费过于高昂，已令其变成了一所过分精英化的学府:31:111。德沙演讲时霍利就在现场，他之前就来到法兰克福希望能与德沙和州议会交流:112。之后，他决定返回列克星敦并递交了辞呈:112。该校董事会中对此事表示同情的成员说服霍利再多留任一年:116。肯塔基州历史学家詹姆斯·克洛特（James Klotter）指出，霍利的黯然离去，“可能让肯塔基州失去了拥有世界一流大学的最佳机遇”。

### 州长任期的影响和过渡

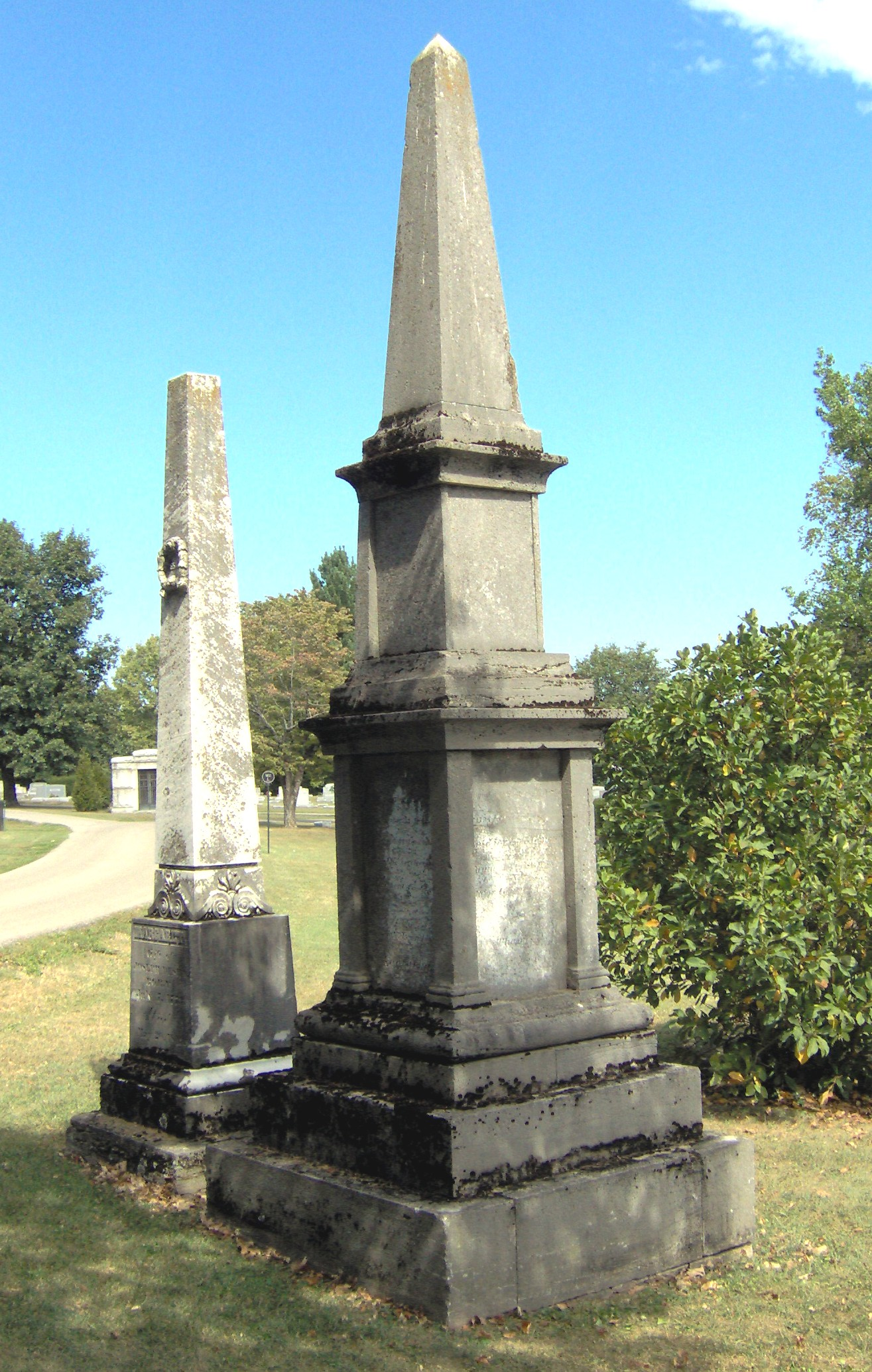
德沙与夫人位于乔治敦公墓的坟墓。

德沙任内的多起争议严重损害了他的声誉:112。据哈里森记载，1825年时曾有一位到访肯塔基州的人士指出：“听说（德沙）很有才能，（但）我从来没有看到（这一说法的）证据”:112。哈里森还进一步指出：“到1828年的时候，许多肯塔基州人都会同意这一看法”:112。
德沙支持民主共和党候选人威廉··巴里继任自己的州长职位:14。起初的情况显示巴里领先于对手，国民共和党候选人托马斯·梅特卡夫，但最终获胜的却是梅特卡夫:15。德沙在政治上与梅特卡夫没有共同语言，他认为应该由出身名门的上流社会人士来担任州长:14。梅特卡夫是美国独立战争军人的后代，但绰号“老石锤”表明他对自己从事砖石贸易感到自豪，当时人们普遍认为这属于普通职业:14。
根据州宪法中的奇怪规定，梅特卡夫的任期会在德沙任期结束8天前开始:24。德沙指责梅特卡夫不让自己完成任期，并威胁称只有在任期正式结束后才会搬出州长官邸:24。根据克拉克的记载，有传闻称梅特卡夫在当地酒馆喝了个酩酊大醉后与自己的一些支持者聚众前往州长官邸，准备以武力手段强迫德沙搬出去:24。但据当时地方报纸的记载，德沙一家平静地离开了官邸，其中没有梅特卡夫的干预:15。

## 晚年生活及逝世
卸任州长后，德沙离开了公众视野，回到自己位于哈里森县的农场。在他生命的最后几年里，德沙与夫人玛格丽特迁居乔治敦，与自己一位当医生的儿子同住。1842年10月11日，约瑟夫·德沙在肯塔基州乔治敦自己儿子的家中辞世，终年73岁，身后遗骨在当地下葬:120。州政府在他的坟前树起了一座纪念碑:120。1880年，德沙的遗体和纪念碑一起迁入了乔治敦公墓:120。